# Zoé Robledo Aburto
Zoé Alejandro Robledo Aburto (Tuxtla Gutiérrez, Chiapas; 9 de enero de 1979) es un político mexicano, miembro del partido Morena. Desde el 22 de mayo de 2019 es el director general del Instituto Mexicano del Seguro Social en los gobiernos de Andrés Manuel López Obrador y Claudia Sheinbaum.
En 2010 fue elegido diputado local en el Congreso de Chiapas, por el Distrito XVII de Motozintla, del cual fue presidente de julio de 2011 a febrero de 2012. De 2012 a 2018 fue senador de la República por Chiapas. Posteriormente fue diputado federal del Distrito VI de Chiapas.Pidió licencia de esa diputación para, entre 2018 y 2019 servir como Subsecretario de Gobierno bajo la titularidad de Olga Sánchez Cordero y, posteriormente, la Dirección General del IMSS.
El 25 de julio de 2024, la entonces presidenta electa Claudia Sheinbaum ratificó a Zoé Robledo como integrante de su gabinete, permaneciendo como director general del IMSS.

## Trayectoria profesional
En Tuxtla Gutiérrez, Chiapas, realizó sus estudios de educación básica, media y media superior. Hijo del exgobernador de Chiapas, Eduardo Robledo. Estudió Ciencia Política en el Instituto Tecnológico Autónomo de México. Realizó estudios complementarios en la George Washington University, la Universidad Complutense de Madrid y la Escuela de Gobierno John F. Kennedy, de la Universidad de Harvard. Cuenta con una Maestría en Derecho por la Universidad Nacional Autónoma de México.
Se ha especializado en temas de política internacional, procesos electorales, estrategia política y tendencias sociales. Es miembro de la Academy of Political Science y de la International Association of Political Consultants.

### Medios de comunicación

#### Premio Nacional de Periodismo
En 2008 obtuvo el Premio Nacional de Periodismo, en la categoría de Artículo de Fondo/Opinión por la cobertura y análisis que realizó para el periódico Reforma sobre la elección presidencial de Estados Unidos.

#### Participación en medios
Desde 2007 ha colaborado en el periódico Reforma. En 2014 formó parte del Primer Consejo Editorial de la Revista R de Grupo Reforma.
Fue autor de la columna "Ventana al Mundo” en la revista Voz y Voto, y de la columna “Elecciones en el Mundo” para la revista Este País . También ha sido colaborador de las revistas Siempre! y Nexos. 
Fue conductor del programa televisivo “Punto y Coma”, un espacio ciudadano del canal de televisión Proyecto 40. En Chiapas estuvo a cargo del espacio de comentarios "Chiapas Siglo XXI", en el noticiero nocturno del Canal 10, del Sistema Chiapaneco de Radio Televisión y Cinematografía.

## Trayectoria política

### Diputado local al Congreso de Chiapas (2010-2012)
En 2010 fue elegido diputado local en el Congreso de Chiapas, por el Distrito XVII, con cabecera en Motozintla de Mendoza. En esa legislatura presidió la Comisión de Desarrollo Social y de Seguimiento a los Objetivos de Desarrollo del Milenio. 
Fue elegido presidente del Congreso del Estado de julio de 2011 a febrero de 2012, convirtiéndose en el diputado más joven que desempeñó este cargo en la entidad. Desde el Congreso de Chiapas impulsó la Ley para la Prevención y Atención del Desplazamiento Interno en el Estado de Chiapas, aprobada por el Congreso local el 14 de febrero de 2012. Se trata de la primera ley del país que regula el fenómeno de los desplazados internos, la cual es reconocida como una legislación de altos estándares en la protección de los Derechos Humanos por diversas agencias de las Naciones Unidas.

### Senador por Chiapas (2012-2018)
Fue elegido Senador de la República por el estado de Chiapas el 1 de julio de 2012, como parte del Partido de la Revolución Democrática (PRD). Ocupa la segunda posición en el ranking de mejores senadores de la plataforma Atlas Político.

#### Comisiones
En octubre del 2015 presidió la Comisión de Radio, Televisión y Cinematografía del Senado de la República. 
Anteriormente, en 2012, durante la LXII Legislatura, fue presidente de la Comisión de Biblioteca y Asuntos Editoriales del Senado de la República. Su actividad como presidente de esta comisión incluyó la publicación de varios libros como: “El Desplazamiento Interno en México” (2013), “El Príncipe” de Nicolás Maquiavelo (2014), la versión facsimilar de la Constitución de Apatzingán (2014), entre otros. Además de diversas presentaciones de libros entre las que destacan: “Why Nations Fail” de Daron Acemoglu y James A. Robinson, y “El capital en el siglo XXI” de Thomas Piketty. 
Fue secretario de la Comisión de Estudios Legislativos, Primera; de la Comisión de la Medalla Belisario Domínguez; del Comité de Garantía de Acceso y Transparencia de la Información del Senado de la República; y de la Comisión Especial de Rescate y Gestión de la Mexicanidad.
Fue integrante de la Comisión de Puntos Constitucionales; de la Comisión Bicameral de Concordia y Pacificación, de la Comisión Especial Sur–Sureste; y del Comité de Fomento a la Lectura. Representó al Senado en el Parlamento Centroamericano y fue presidente de la Comisión de Probidad y Transparencia del Foro de Presidentes de Parlamentos Centroamericanos (FOPREL).

#### #3de3 y Discurso Medalla Belisario Domínguez
En diciembre de 2014, el Senado entregó la Medalla Belisario Domínguez al escritor chiapaneco Eraclio Zepeda. Con el presidente Enrique Peña Nieto como testigo de honor, Zoé Robledo dio un discurso en el que hizo un llamado a la clase política nacional para revertir la crisis de legitimidad. Además de pronunciarse por la eliminación del fuero, exhortó a los servidores públicos a exponer tres documentos: la declaración patrimonial, la declaración de impuestos de los últimos cinco años y la declaración de intereses.
Esta propuesta fue retomada en 2015 por el IMCO y Transparencia Mexicana en el proyecto #3de3, que es la base de las plataformas Legislador Transparente y Candidato Transparente.
En 2017 impulsó la campaña #UnaMujerParaLaBelisario, con el propósito de que una mujer recibiera la Medalla Belisario Domínguez. Hacían 20 años que ninguna mexicana había sido premiada y, hasta entonces, de 65 galardonados, sólo 5 habían sido mujeres. La bióloga Julia Carabias fue galardonada con la Medalla Belisario Domínguez. 

#### Renuncia al PRD y vicecoordinación del Bloque Morena-PT
En enero de 2017, renuncia al PRD para adherirse a MORENA. En febrero de 2017 es nombrado vicecoordinador en sustitución del senador Luis Miguel Barbosa, quien pidió licencia para contender por la gubernatura del estado de Puebla.
Como vicecoordinador, reformó diversas disposiciones de la Ley del Servicio Exterior Mexicano, a fin de fortalecer y profesionalizar la diplomacia del país, mejorar el ingreso, desarrollo profesional y jubilación del personal que integra el cuerpo diplomático, así como garantizar la igualdad sustantiva entre mujeres y hombres. Las modificaciones incrementan la edad de jubilación de 65 a 70 años, otorga un apoyo económico complementario a la pensión de vejez del ISSSTE y establece que los diplomáticos y sus familiares serán beneficiarios de un seguro de gastos médicos. Se establece que los miembros del Servicio Exterior sólo podrán ser separados de su cargo de conformidad con la Ley General de Responsabilidades Administrativas o como consecuencia de una sanción disciplinaria. Se precisa que se incurriría en una irregularidad cuando el funcionario incumpla con alguna de las obligaciones previstas en dicha Ley, además, cuando cometan alguna falta contemplada en la Ley General de Acceso de las Mujeres a una Vida Libre de Violencia.

### Diputado federal (2018)
Durante las elecciones de julio de 2018 fue elegido diputado federal de Morena por el Distrito VI de Chiapas, con más de 122 mil votos. En noviembre de ese año solicitó licencia para separarse de sus funciones legislativas.

### Subsecretario de Gobernación (2018-2019)
De diciembre de 2018 a mayo de 2019 se desempeñó como Subsecretario de Gobierno en la Secretaría de Gobernación, encabezada por la ministra Olga Sánchez Cordero.

### Director general del Instituto Mexicano de Seguro Social
Posteriormente, se anunció su nominación para ocupar la Dirección General de Instituto Mexicano de Seguro Social IMSS en la conferencia de prensa del 22 de mayo de 2019, relevando a Germán Martínez Cázares.
El 6 de junio, Zoé Robledo presentó síntomas de la COVID-19, y el 8 de junio el IMSS informó que había dado positivo en la prueba que se realizó. El presidente Andrés Manuel López Obrador informó que la familia del funcionario también estaba contagiada y se encontraban en aislamiento.

## Publicaciones

### Artículos
Entre otros:
"Conflictos de interés, una asignatura pendiente a legislar". Nexos (febrero de 2015).  Disponible aquí
"Empecemos Ya". Reforma (19 de diciembre de 2014).  Disponible aquí.
"Lucha de Gigantes". Voz y Voto (No. 258) (agosto de 2014). 
"Crónica de una elección singular". Este País (agosto de 2012). Disponible aquí (enlace roto disponible en Internet Archive; véase el historial, la primera versión y la última)..
"Campañas políticas: del acceso al ejercicio del poder". Este País (mayo de 2012). Disponible aquí (enlace roto disponible en Internet Archive; véase el historial, la primera versión y la última)..
"Chiapas, Samuel Ruíz y los muros de la memoria". Reforma (20 de noviembre de 2011). Disponible aquí.

### Libros
Coautor, junto con José Woldenberg, Salomón Chertorivski y Rubén Jara, del análisis de NODOMETRIX 2011, en el tema “La Sociedad en la Segunda Década del Siglo XXI”. 
Ensayo “Salvar la Sierra para que Chiapas Viva” (2007) sobre la problemática ambiental en la Sierra Madre de Chiapas.
Proemio titulado "La (re)lectura obligada de Octavio Paz”, en el libro Octavio Paz: Pensar el tiempo (2014), de Erwin Rodríguez Díaz.
Prólogo en El desplazamiento interno en México. Un acercamiento para su reflexión y análisis. (2013), coordinado por Oscar Torrens. 